# رودلیتسه
رودلیتسه (به چکی: Rudlice) یک منطقهٔ مسکونی در جمهوری چک است که در ناحیه زنویمو واقع شده‌است. رودلیتسه ۳٫۸۰ کیلومتر مربع مساحت و ۱۰۹ نفر جمعیت دارد و ۲۷۷ متر بالاتر از سطح دریا واقع شده‌است.